# Remo nos Jogos Olímpicos de Verão de 2024 - Oito com masculino
A competição do oito com masculino do remo nos Jogos Olímpicos de Verão de 2024 ocorreu entre 29 de julho e 3 de agosto de 2024 no Estádio Náutico de Vaires-sur-Marne, na Ilha de França. Um total de 63 remadores representando sete Comitês Olímpicos Nacionais (CON) participaram do evento.

## Qualificação
Cada CON poderia classificar um único barco (oito remadores e um timoneiro) no oito com masculino. Um total de sete vagas estavam disponíveis, sendo distribuídas da seguinte forma:
- 5 pelo Campeonato Mundial de Remo de 2023 (Grã-Bretanha, Países Baixos, Austrália, Romênia e Alemanha);
- 2 pela regata final de qualificação olímpica (Estados Unidos e Itália).

## Formato
No oito com cada barco é impulsionado por oito remadores e um timoneiro. Por serem barcos de pontas, cada remador tem remos em apenas um lado, de forma alternada; isso contrasta com os barcos parelhos em que cada remador usa dois remos, um de cada lado do barco. A competição consiste em rodadas e usa o formato de duas fases. Por contar com poucos barcos, apenas uma final é realizada para determinar a colocação de cada barco. O percurso usa a distância de 2000 metros que se tornou o padrão olímpico em 1912.
Como na edição anterior, a posição de timoneiro foi aberta a qualquer gênero.

## Calendário
Horário local (UTC+2)
| Dia         | Horário | Fase          |
| ----------- | ------- | ------------- |
| 29 de julho | 11:40   | Eliminatórias |
| 1 de agosto | 10:20   | Repescagem    |
| 3 de agosto | 11:10   | Final         |

## Medalhistas
|  | GBR Grã-Bretanha |  | NED Países Baixos |  | USA Estados Unidos |
|  | Sholto Carnegie Rory Gibbs Morgan Bolding Jacob Dawson Charles Elwes Thomas Digby James Rudkin Thomas Ford Harry Brightmore (T) |  | Ralf Rienks Olav Molenaar Sander de Graaf Ruben Knab Gert-Jan van Doorn Jacob van de Kerkhof Jan van der Bij Mick Makker Dieuwke Fetter (T) |  | Henry Hollingsworth Nicholas Rusher Christian Tabash Clark Dean Christopher Carlson Peter Chatain Evan Olson Pieter Quinton Rielly Milne (T) |

## Resultados

### Eliminatórias
Os vencedores de cada bateria se classificam para a final, enquanto o restante disputa a repescagem.
Eliminatória 1
| Pos. | Raia | Remadores | CON                | Tempo   | Notas |
| ---- | ---- | --- | ------------------ | ------- | ----- |
| 1    | 4    | Henry Hollingsworth Nicholas Rusher Christian Tabash Clark Dean Christopher Carlson Peter Chatain Evan Olson Pieter Quinton Rielly Milne (T)         | USA Estados Unidos | 5:29.94 | Q     |
| 2    | 1    | Ralf Rienks Olav Molenaar Sander de Graaf Ruben Knab Gert-Jan van Doorn Jacob van de Kerkhof Jan van der Bij Mick Makker Dieuwke Fetter (T)          | NED Países Baixos  | 5:31.82 | R     |
| 3    | 2    | Benedict Eggeling Torben Johannesen Olaf Roggensack Laurits Follert Max John Frederik Breuer Wolf Niclas Schroeder Mattes Schönherr Jonas Wiesen (T) | GER Alemanha       | 5:41.63 | R     |
| 4    | 3    | Mihăiță Țigănescu Laurentiu Daniciu Bogdan Baitoc Constantin Adam Marius Cozmiuc Mugurel Semciuc Florin Artni Florin Lehaci Adrian Munteanu (T)      | ROU Romênia        | 5:55.82 | R     |

Eliminatória 2
| Pos. | Raia | Remadores | CON              | Tempo   | Notas |
| ---- | ---- | --- | ---------------- | ------- | ----- |
| 1    | 1    | Sholto Carnegie Rory Gibbs Morgan Bolding Jacob Dawson Charles Elwes Thomas Digby James Rudkin Thomas Ford Harry Brightmore (T)                                                | GBR Grã-Bretanha | 5:37.04 | Q     |
| 2    | 3    | Ben Canham Joshua Hicks Spencer Turrin Angus Widdicombe Jack Hargreaves Alexander Purnell Angus Dawson Joseph O'Brien Kendall Brodie (T)                                       | AUS Austrália    | 5:42.07 | R     |
| 3    | 2    | Matteo Della Valle Jacopo Frigerio Emanuele Gaetani Liseo Salvatore Monfrecola Davide Verita Gennaro Di Mauro Leonardo Pietra Caprina Vincenzo Abbagnale Alessandra Faella (T) | ITA Itália       | 5:52.52 | R     |

### Repescagem
Os quatro primeiros se classificam para a final, enquanto o quinto colocado é eliminado.
| Pos. | Raia | Remadores | CON               | Tempo   | Notas |
| ---- | ---- | --- | ----------------- | ------- | ----- |
| 1    | 3    | Ralf Rienks Olav Molenaar Sander de Graaf Ruben Knab Gert-Jan van Doorn Jacob van de Kerkhof Jan van der Bij Mick Makker Dieuwke Fetter (T)                                    | NED Países Baixos | 5:27.58 | Q     |
| 2    | 4    | Benedict Eggeling Torben Johannesen Olaf Roggensack Laurits Follert Max John Frederik Breuer Wolf Niclas Schroeder Mattes Schönherr Jonas Wiesen (T)                           | GER Alemanha      | 5:29.17 | Q     |
| 3    | 5    | Mihăiță Țigănescu Laurentiu Daniciu Bogdan Baitoc Constantin Adam Marius Cozmiuc Mugurel Semciuc Florin Artni Florin Lehaci Adrian Munteanu (T)                                | ROU Romênia       | 5:30.00 | Q     |
| 4    | 2    | Ben Canham Joshua Hicks Spencer Turrin Angus Widdicombe Jack Hargreaves Alexander Purnell Angus Dawson Joseph O'Brien Kendall Brodie (T)                                       | AUS Austrália     | 5:31.50 | Q     |
| 5    | 1    | Matteo Della Valle Jacopo Frigerio Emanuele Gaetani Liseo Salvatore Monfrecola Davide Verita Gennaro Di Mauro Leonardo Pietra Caprina Vincenzo Abbagnale Alessandra Faella (T) | ITA Itália        | 5:36.31 |       |

### Final
Na regata final são decididos os medalhistas.
| Pos.              | Raia | Remadores | CON                | Tempo   |
| ----------------- | ---- | --- | ------------------ | ------- |
| Medalha de ouro   | 4    | Sholto Carnegie Rory Gibbs Morgan Bolding Jacob Dawson Charles Elwes Thomas Digby James Rudkin Thomas Ford Harry Brightmore (T)                      | GBR Grã-Bretanha   | 5:22.88 |
| Medalha de prata  | 2    | Ralf Rienks Olav Molenaar Sander de Graaf Ruben Knab Gert-Jan van Doorn Jacob van de Kerkhof Jan van der Bij Mick Makker Dieuwke Fetter (T)          | NED Países Baixos  | 5:23.92 |
| Medalha de bronze | 3    | Henry Hollingsworth Nicholas Rusher Christian Tabash Clark Dean Christopher Carlson Peter Chatain Evan Olson Pieter Quinton Rielly Milne (T)         | USA Estados Unidos | 5:25.28 |
| 4                 | 5    | Benedict Eggeling Torben Johannesen Olaf Roggensack Laurits Follert Max John Frederik Breuer Wolf Niclas Schroeder Mattes Schönherr Jonas Wiesen (T) | GER Alemanha       | 5:29.80 |
| 5                 | 1    | Mihăiță Țigănescu Laurentiu Daniciu Bogdan Baitoc Constantin Adam Marius Cozmiuc Mugurel Semciuc Florin Artni Florin Lehaci Adrian Munteanu (T)      | ROU Romênia        | 5:30.15 |
| 6                 | 6    | Ben Canham Joshua Hicks Spencer Turrin Angus Widdicombe Jack Hargreaves Alexander Purnell Angus Dawson Joseph O'Brien Kendall Brodie (T)             | AUS Austrália      | 5:31.79 |